# Tönnes Björkman
Carl Torolf Tönnes Björkman (* 25. März 1888 in Sanne; † 21. November 1959 in Stockholm) war ein schwedischer Sportschütze.

## Erfolge
Tönnes Björkman nahm an den Olympischen Spielen 1912 in Stockholm in vier Disziplinen teil. Mit dem Freien Gewehr erreichte er im Einzel des Dreistellungskampfes den achten Platz, den Dreistellungskampf mit dem Armeegewehr beendete auf Rang 14. Im Wettbewerb mit dem Armeegewehr über die 600-Meter-Distanz in beliebiger Position belegte er den 25. Platz. Die Mannschaftskonkurrenz mit dem Armeegewehr schloss er hinter der US-amerikanischen und der britischen Mannschaft auf dem dritten Rang ab und sicherte sich so die Bronzemedaille. Björkman war mit 261 Punkten der drittbeste Schütze der Mannschaft, zu der neben ihm noch Mauritz Eriksson, Werner Jernström, Bernhard Larsson, Hugo Johansson und Carl Björkman gehörten. Ein Jahr später wurde er in Camp Perry im knienden Anschlag mit dem Armeegewehr Weltmeister im Einzelwettkampf.
Björkman war Bauingenieur. 